# 毛罗·拉卡
毛罗·拉卡（義大利語：Mauro Racca，1912年4月3日—1977年4月27日），意大利前男子击剑运动员。他曾代表意大利参加1948年和1952年夏季奥林匹克运动会击剑比赛，总共收获两枚团体银牌。